# Port lotniczy Pula
Port lotniczy Pula (IATA: PUY, ICAO: LDPL) – międzynarodowy port lotniczy położony 6 km na wschód od centrum Puli, na półwyspie Istria, w Chorwacji. W 2007 obsłużył ponad 377 tys. pasażerów.

## Linie lotnicze i połączenia
| Linia lotnicza        | Kierunek |
| --------------------- | --- |
| Air Serbia            | Sezonowo: 1. Belgrad |
| British Airways       | Sezonowo: 1. Londyn-Heathrow |
| Croatia Airlines      | 1. Zadar 2. Zagrzeb Sezonowo: 1. Zurych |
| easyJet               | Sezonowo: 1. Amsterdam 2. / Bazylea 3. Berlin 4. Bristol 5. Glasgow (powrót 24 czerwca 2024) 6. Londyn-Gatwick 7. Londyn-Luton 8. Neapol 9. Paryż-Charles de Gaulle |
| Edelweiss Air         | Sezonowo: 1. Zurych |
| Eurowings             | Sezonowo: 1. Düsseldorf 2. Kolonia/Bonn 3. Stuttgart |
| Jet2.com              | Sezonowo: 1. Birmingham (od 2 maja 2025) 2. Londyn-Stansted (od 3 maja 2025) 3. Manchester (od 2 maja 2025)                                                         |
| Lufthansa             | Sezonowo: 1. Frankfurt 2. Monachium |
| Norwegian Air Shuttle | Sezonowo: 1. Kopenhaga 2. Oslo-Gardermoen 3. Sztokholm-Arlanda |
| Ryanair               | Sezonowo: 1. Bruksela-Charleroi 2. Katowice 3. Londyn-Stansted 4. Poznań 5. Wiedeń 6. Weeze                                                                         |
| SAS                   | Sezonowo: 1. Kopenhaga 2. Oslo 3. Sztokholm-Arlanda |
| Trade Air             | 1. Osijek 2. Split |
| Transavia.com         | Sezonowo: 1. Rotterdam |
| TUI fly Nordic        | Sezonowe czartery: 1. Göteborgv 2. Sztokholm-Arlanda |